# √るーと
『√るーと』（るーとるーと）は、NHK鳥取放送局の総合テレビで2010年4月12日から放送されているバラエティ番組。
2012年1月12日から放送の『√るーとhigh↑』（るーとるーとはい）、2014年4月から放送の『√るーとhigh↑2』（るーとるーとはいはい）についても、本項目で併せて記述する。

## 番組概要
お笑い芸人2人が鳥取県内を巡る旅番組。番組内での合言葉は「ラブ鳥取」。
2010年3月12日にパイロット版を放送。翌月の4月12日からレギュラー放送を開始した。2010年度は毎月2回（3月と7月は1回のみ）の放送で、2011年度は原則として毎週放送している。
当初の出演はお笑いコンビカリカの家城啓之・林克治。林の芸能界引退、およびコンビ解散により、2012年1月15日放送分から、番組名が『√るーとhigh↑』に変更され、家城の新しいパートナーとしてハイキングウォーキングの松田洋昌が出演している。また、家城はこの放送分より芸名のマンボウやしろ名義で出演している。
2014年4月からは放送時間がゴールデンタイムに移動となり、タイトルも『√るーとhigh↑2』となった。

## 旅の規則
きまりは基本的には二つだけ。
- 旅先は、県内の市町村からくじ引きで決める。
- 旅のテーマは気まぐれなルーレットで決める。2012年に『√るーとhigh↑』になってからは、サイコロで決めるというルール変更が行われた[1]。

これ以外にも、鳥取と言う都市に有りがちな緊急事態に備えて急遽考える「特別ルール」がある。

## 放送時間
2010年度
- 月曜日 0:20 - 0:35（日曜日深夜、原則として隔週放送）
  - 2010年4月から9月まで『√るーと』が放送される場合、本来放送される同じ時間帯の『ドキュメント20min.』が時差遅れとなっていたが、同年10月以降は同時放送へ変更された。

2011年度 - 2013年度
- 日曜日 22:50 - 23:00
  - この年度より、『特ダネ!投稿DO画』は月曜日11時台の放送が鳥取県では本放送扱いとなる。なお、『NHKニュース』の放送時は休止される。

2014年度  -
- 金曜日 19:30 - 19:55 （隔週放送）

## エピソード
- カリカ解散により、やしろは番組が終わるものだと思っていた。しかし直後NHK鳥取から「好きな芸人と続けていい」と連絡を受けた。同番組の新しいパートナーとして、やしろは同期であるガリットチュウ熊谷岳大かハイキングウォーキング松田洋昌のどちらかとやることをメールで提案。すると即答で「松田さんで」という返事が来たという[2]。

- 岩美町の回ではやしろが遅刻して、番組前半は松田一人での旅だった。2017年2月25日放送の鳥取地震復興の旅の回では、松田が仕事の都合で離脱、後半の三朝町再訪編はやしろ一人での旅となった。